# Зілла
Зілла (яп. ジラ, Джіра), раніше відомий як Ґодзілла, — кіно-монстр, який вперше з'явився в фільмі «Ґодзілла» 1998 року, випущеного TriStar Pictures. Спочатку він був створений як альтернативна версія Ґодзілли, але згодом був виокремлений в окремого персонажа.  Патрік Татопулос спроектував його як ігуану, яка мутувала в струнку істоту, схожу на теропода, на відміну від громіздкого прямоходячого тероподного Ґодзілли від Toho. TriStar Ґодзілла, як і фільм, так і сам монстр, були негативно сприйняті шанувальниками та критиками. У 2004 році цей Ґодзілла був представлений у фільмі «Ґодзілла: Фінальні війни» Toho як «Зілла». Згодом Toho зареєстрували торгову марку «Zilla» для цього персонажа, хоча фільм 1998 року і його сиквел-мультсеріал залишаються під торговою маркою «Godzilla». Торгова марка «Zilla» була скасована в 2019 році.

## Назва
Спочатку під час виробництва фільму «Ґодзілла: Фінальні війни» режисер Рюхей Кітамура запитав продюсера Шого Томіяму, чи дозволено їм використовувати Ґодзіллу від TriStar у їхньому фільмі, після чого Томіяма перевірив контракт Toho з Sony і побачив, що вони мають право на його використання. Томіяма заявив: «Кітамура запитав мене, чи можна нам використовувати американського Ґодзіллу у «Фінальних війнах», тому я перевірив наш контракт із Sony Pictures і виявив, що ми можемо його використовувати. Оскільки це був фільм, присвячений 50-річчю Ґодзілли, я подумав: «Чому б не включити американського Ґодзіллу?» TriStar Ґодзілла пізніше був названий «Зілла». Це рішення було прийнято, оскільки вони відчували, що фільм Емеріха вивів «Бога» (англ. God) з «Ґодзілли» (англ. Godzilla), зобразивши персонажа простою твариною. Назва «Зілла» була обрана Томіямою для персонажа як сатиричне сприйняття підробок «Ґодзілли» в яких «Зілла» використовується як суфікс.
В 2008 було зареєстровано торгову марку «Zilla» (згодом скасована в 2019 році). Ця зміна назви знайшла своє відображення в наступних офіційних продуктах із зображенням персонажа з 2004 року, хоча торгова марка «Godzilla» продовжує використовуватися для продуктів, що передували зміні назви, таких як фільм «Ґодзілла» 1998 року та мультсеріал «Ґодзілла». Метт Франк (співавтор та ілюстратор коміксу «Ґодзілла: Володарі Землі») додатково пояснив зміну назви, зазначивши: «Toho робить нульову різницю між «Зіллою» та «Ґодзіллою 1998 року», за винятком лише назви.» З 2004 року  офіційна позиція Toho полягала в тому, що будь-які майбутні втілення персонажа надалі називатимуться «Зілла». Кіт Айкен (співредактор SciFi Japan) також пояснив, що «Зілла є варіацією Ґодзілли 1998 року», але наголосив, що лише втілення персонажа з фільму 1998 року та анімаційного серіалу належать до торгової марки «Godzilla».

## Розробка
Під час виробництва фільму 1998 року з художником спецефектів Патріком Татопулусум зв’язався режисер Роланд Емеріх і попросив створити новий дизайн для Ґодзілли. За словами Татопулуса, єдиними конкретними вказівками, які йому дав Емеріх, було те, що новий Ґодзілла повинен вміти бігати надзвичайно швидко. Емеріх мав намір зобразити персонажа скоріше твариною, а не монстром. Спочатку Ґодзілла був задуманий режисером спецефектів Ейдзі Цубараєю, дизайнерами спецефектів Акірою Ватанабе та Тейдзо Тосіміцу та режисером Томоюкі Танакою як міцна, прямостояча морська чудовисько-рептилія, якого грає актор у гумово-латексному костюмі. На підставі вказівок, які йому дав Емеріх, Татопулус пертворив його на худу горизонтально стоячу двоногу ігуану, спина та хвіст якої розташовувалися паралельно до землі. Характерна риса обличчя монстра — велика, висунута вперед нижня щелепа, створена на основі щелепи вигаданого тигра Шер Хана з анімаційного фільму «Книга джунглів».
Колір TriStar Ґодзілли був розроблений для кращого поєднання з кольором міста. Спочатку планувалося використовувати захоплення руху для надання рухів монстру, але в підсумку це занадто схоже на людину в костюмі. Для створення сцен з дитинчатами Ґодзілли використовували комбінацію CGI та акторів у спеціально створених костюмах. Курт Керлі у костюмі грав дорослого Ґодзіллу, тоді як Франк Велкер створив звукові ефекти як для дорослого Ґодзілли, так і для дитинчат. Коли проект очікував схвалення, Шого Томіяма прокоментував новий вигляд: «Він настільки відрізнявся, що ми зрозуміли, що ми не можемо внести невеликі корективи. Залишалося головне питання, затверджувати його чи ні».
У фільмі та анімаційному серіалі 1998 року Ґодзілла зображений як рибоїдна ящірка-мутант висотою 180 футів (54,86 метрів). TriStar Ґодзілла не застрахований від звичайної зброї, замість цього він покладається на свою хитрість та свою швидкість, що дуже нетипово для гігантського монстра Toho. Він може подорожувати на великі відстані на суші та в морі, закопуватися в землю і відкладати понад 200 яєць, самозапліднюючись, хоча другий Зілла із мультсеріалу не міг розмножуватися. Перший TriStar Ґодзілла вміє стріляти вогняним подихом, а другий Ґодзілла у мультсеріалі вміє випускати зелений атомний промінь (у мультсеріалі його батько, воскрешений як кіборг під назвою Кібер-Ґодзілла, вміє пускати синій атомний промінь). Цей Ґодзілла також фігурував у рекламі Taco Bell.
TriStar Ґодзілла пізніше був представлений у фільмі «Ґодзілла: Фінальні війни» як «Зілла». Це ім'я продовжує використовуватися для подальших втіленнь і деякий час було торговою маркою. 3D-модель Зілли для фільму «Ґодзілла: Фінальні війни» — відсканована іграшка «Ultimate Godzilla» від Trendmasters. У фільмі відбулася битва Ґодзілли і Зілли, для того щоб «показати, яка Ґодзілла сильніша». Зілла знову бився з Ґодзіллою в трохи довшій битві, і навіть об'єднувався з Ґодзіллою для боротьби з іншими монстрами, в коміксі від IDW Publishing під назвою «Ґодзілла: Правителі Землі», який виходив у 2013-2015 роках.

## Опис
Зілла нагадує хижого динозавра-теропода гігантського розміру з деякими ознаками ігуан. У нього є груба, квадратної форми голова, довга шия, великі пластини зігнутої форми (які значно відрізняються від спинних пластин Ґодзілли форми кленового листа), і довгі, сильні ноги і руки. Його ноги також нагадують ноги тероподів.

## Прийом
Дизайн та характеристика TriStar Ґодзілли були негативно прийняті шанувальниками. Кінокритик Річард Пусатері з журналу «G-Fan Magazine» вигадав абревіатуру GINO (Godzilla In Name Only, Ґодзілла Тільки В Назві), щоб відрізнити цього Ґодзіллу від Ґодзілли Toho. Деякі шанувальники називають його «Американським Ґодзіллою». Основні пункти критики були зосереджені навколо радикального відхилення персонажа від традиційного дизайну Ґодзілли, того, що він не дихав традиційним атомним променем, того, як він відкладав яйця і був убитий ракетами під час кульмінації фільму, а також відхід від оригінальної тематики про небезпеку ядерної зброї.
Так само вважали Харуо Накадзіма та Кенпачіро Сацумоя, актори, які грали Ґодзіллу в японських фільмах, а також Шусуке Канеко, режисер фільмів «Гамера» 90-х років. Накадзіма висміяв дизайн персонажа, заявивши: «Його обличчя схоже на ігуану, а тіло і кінцівки схожі на жаб'ячі». Сацума покинув зал під час прем'єри фільму, сказавши: «Це не Ґодзілла, у нього немає духу Ґодзілли». Канеко висловив думку: «Американці, здається, не можуть прийняти істоту, яку вони не можуть знищити своїми обіймами», а пізніше натякнув на персонажа у своєму фільмі «Ґодзілла, Мотра, Кінг Гідора: Монстри атакують». У фільмі згадується Зілла як монстр, якого американці прийняли за Ґодзіллу. Томас Тулл (продюсер фільмів «Ґодзілла» від Legendary) розкритикував дизайн TriStar Ґодзілли, заявивши: «Я завжди дивуюся, коли речі змінюють до невпізнання». Пізніше публіцист Toho Йосуке Огура назвав дизайн TriStar Ґодзілли «катастрофою».
Версія персонажа із мультфільму була сприйнята більш позитивно, ніж його попередник, через те, що він більше відповідав духу Ґодзілли Toho, мав здатність дихати атомним вогнем, бився з різноманітними монстрами і стійко протистояв атакам. Однак негативна реакція як на «Ґодзіллу» Емеріха, так і на рімейк «Могутнього Джо Янга», що вийшов у тому ж році, призвела до того, що фільми про гігантських монстрів вийшли з моди на декілька років, а рімейк «Кінг-Конга» від Пітера Джексона був відкладений до 2005 р. Поганий продаж товарів, заснованих на фільмі призвів до скасування серії іграшок, заснованої на мультсеріалі «Ґодзілла», що призвело до значних фінансових втрат для виробника іграшок Trendmasters. Ніколас Реймонд із ScreenRant описав ставлення Toho до «Ґодзілли» від TriStar як «чіткий знак того, що Toho не вважає Ґодзіллу 1998 року Королем монстрів. Здається, для них він просто гігантська ящірка».

## Фільмографія
- Ґодзілла (1998)
- Ґодзілла (1998)
- Ґодзілла: Фінальні війни

TriStar Ґодзілла лише двічі з'являвся в кінофільмах: в фільмі «Ґодзілла» 1998 року та «Ґодзілла: Фінальні війни». Також на Зіллу натякали у фільмі «Ґодзілла, Мотра, Кінг Гідора: Монстри атакують». Спочатку планувалось створити трилогію фільмів про Ґодзіллу від TriStar, і навіть був написаний сценарій для «Ґодзілли 2», але проект був відхилений через поганий прийом фільму 1998 року. Натомість був створений анімаційний телевізійний серіал «Ґодзілла», який є прямим продовженням фільму 1998 року. У ньому головним героєм є дитинча Ґодзілли 1998 року, яке вижило та виросло. Також у мультсеріалі з'являвся оригінальний Зілла, який був кібернетично модифікований що та отримав назву Кібер Зілла. Розробник Саймон Стрендж вирішив не включати Зіллу до відеоігор «Godzilla: Save the Earth» та «Godzilla: Unleashed» через непопулярність персонажа серед шанувальників. Проте Стрендж отримав критику від шанувальників за те, що не включив Зіллу в «Godzilla: Unleashed».